# Gabrielle Berrhagorry-Suair
Gabrielle Berrhagorry-Suair, née le 5 janvier 1866 à Paris où elle est morte le 27 août 1942, est une peintre française.

## Biographie
Gabrielle Suaire est la fille de Véronique Marie Suaire, couturière.
Élève de Louise Thoret et Marcel Baschet, elle expose à partir de 1898.
Elle se lance ensuite dans la sculpture en terre cuite, en suivant les enseignements de Paul Moreau-Vauthier et Max Blondat, puis devient membre de la Société des artistes français.
Elle obtient une mention honorable en 1921, une médaille d'argent en 1922 et la médaille d'or en 1928.
Elle remporte le prix Anna Cabibel en 1924 et partage en 1926 le prix Pillini avec Ermen Parini.
En 1929, elle remporte de nouveau le Prix Pillini et en 1938, le prix Blanche-Roullier. 
Ses toiles remportent du succès, tant à son exposition de 1930 qu'au salon de 1935.
En 1941, elle expose trois tableaux et remporte le prix Eugène-Piot.
Elle meurt à son domicile du boulevard des Batignolles à l'âge de 76 ans. Elle est inhumée le 31 août 1942 au cimetière parisien de Saint-Ouen.